# 精華下狛インターチェンジ
精華下狛インターチェンジ（せいかしもこまインターチェンジ）は、京都府相楽郡精華町の京奈和自動車道（京奈道路）上のインターチェンジ。
下り線（木津方面行き）には本線料金所がある。

## 歴史
- 1991年（平成3年）12月21日：田辺西IC - 精華下狛IC間開通に伴い、供用開始[1]。
- 1993年（平成5年）3月25日：精華下狛IC - 山田川IC間開通[1]。

## 周辺
- 京都府農林水産技術センター生物資源研究センター
- 下狛駅（JR西日本・学研都市線）
- 狛田駅（近鉄京都線）
- 京都廣学館高等学校
- 陸上自衛隊祝園分屯地
- 関西文化学術研究都市 南田辺・狛田地区

## 接続する道路
- 間接接続
  - 京都府道72号生駒精華線

## 料金所
2013年4月30日現在の基本的なレーン運用は次のとおり。設備点検時や交通状況等によっては変更される場合がある。

### 本線料金所
城陽方面から
- レーン数 : 5
  - ETC専用 : 2
  - 一般 : 3

一般道から
- レーン数 : 2
  - ETC専用 : 1
  - 一般（精算機） : 1

### 出入口

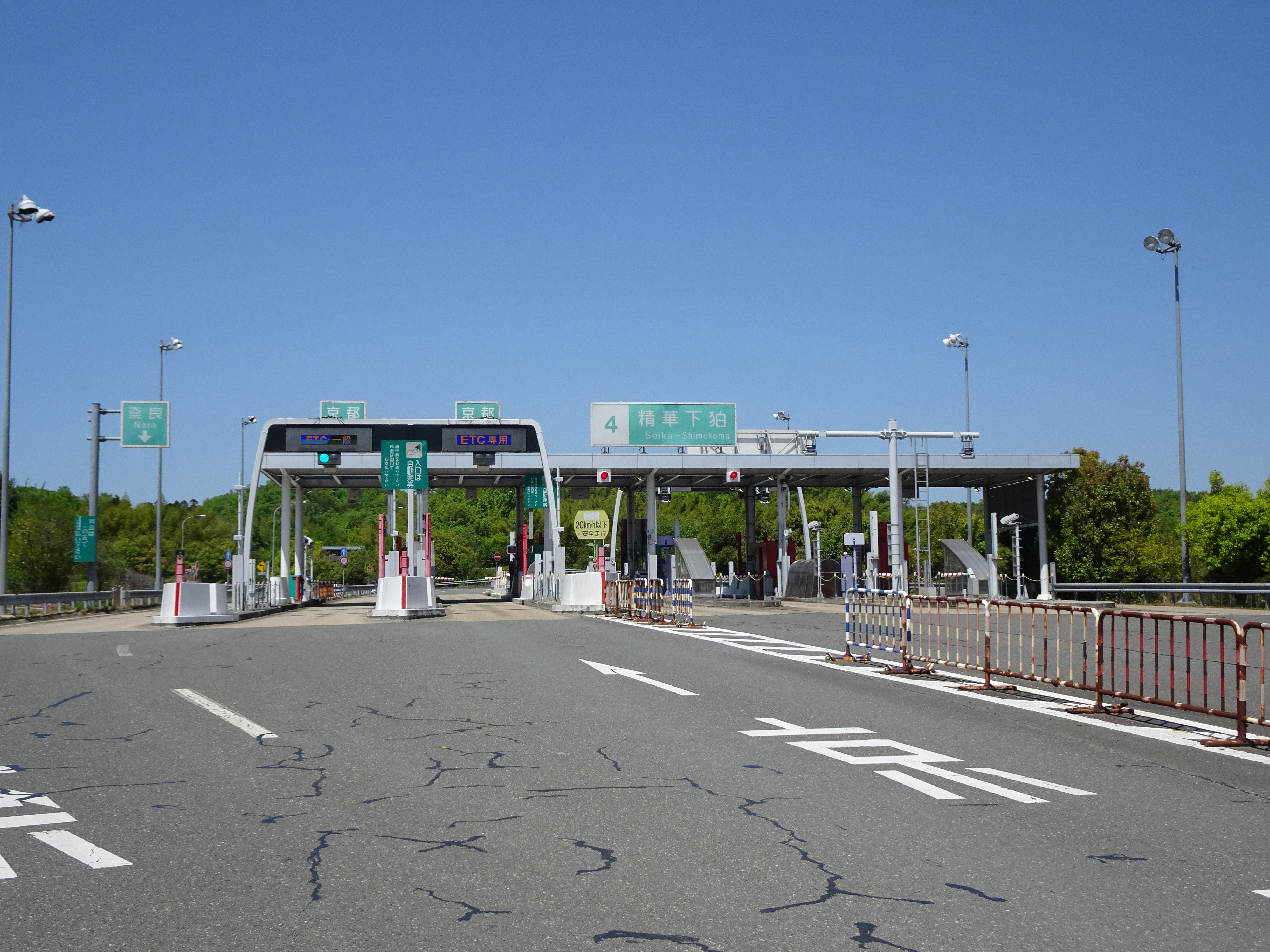
出入口料金所付近

出入口
入口（城陽方面へ）
- レーン数 : 2
  - ETC専用 : 1
  - ETC/一般 : 1

出口（木津方面から）
- レーン数 : 2
  - ETC専用 : 1
  - 一般（精算機） : 1

出口（城陽方面から）
- レーン数 : 2
  - ETC専用 : 1
  - 一般 : 1

## 隣
E24 京奈和自動車道（京奈道路）
(3) 田辺西IC/TB - (4) 精華下狛IC/TB - (5) 精華学研IC